# Nicolas Bourriaud

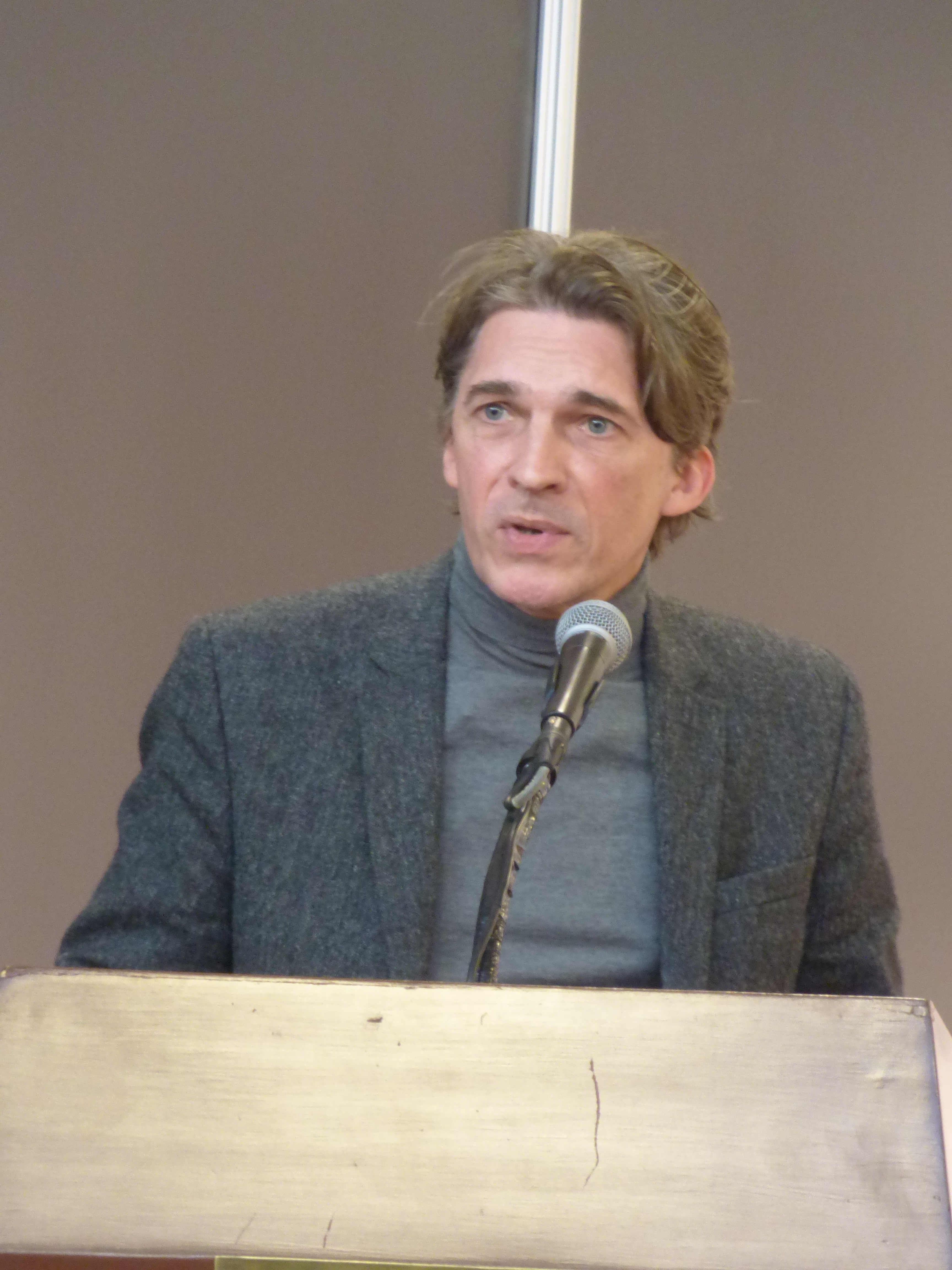
Nicolas Bourriaud, 2016

Nicolas Bourriaud (* 1965) ist ein französischer Kunstkritiker und Kurator für zeitgenössische Kunst sowie Begründer der relationalen Ästhetik.

## Leben
Bourriaud war von 1987 bis 1995 als Pariser Korrespondent von Flash Art tätig sowie von 1992 bis 2000 Gründer und Leiter der Zeitschrift Documents sur l’art. Gemeinsam mit Jérôme Sans ist er Mitbegründer des Palais de Tokyo, einem Zentrum für zeitgenössische Kunst in Paris, wo er von 1999 bis 2006 als Co-Direktor tätig war. Von 2007 bis 2010 war er Kurator für zeitgenössische Kunst an der Tate Britain in London. 2009 war er als Kurator der vierten Tate-Triennale mit dem Titel Altermodern tätig. Von 2011 bis 2015 war er Direktor der École Nationale Supérieure des Beaux-Arts, einer Kunstschule in Paris. 2015 wurde er zum Direktor des Kunstmuseums La Panacée in Montpellier ernannt und gründete im selben Jahr das Zentrum für zeitgenössische Kunst Mo.Co in Montpellier. 2021 wurde der Kurator Numa Hambursin als sein Nachfolger ernannt. Die umstrittene Entscheidung traf der Bürgermeister Michaël Delafosse, der eine Neuausrichtung der Institution forderte.
Bourriaud ist als Kurator für internationale Ausstellungen tätig. Darunter zählen unter anderem die Moskau Biennale in 2005 und 2007, die Athens Biennale 2011 und die Tapei Biennale 2014.

## Relationale Ästhetik
Bourriaud ist als Begründer der relationalen Ästhetik bekannt. Den Begriff prägte er in einem Katalog zur Ausstellung Traffic im CAPC Museum für zeitgenössische Kunst von Bordeaux im Jahr 1996. Dort beschrieb er die relationale Kunst als eine Art der Kunst, die temporäre und kleinformatige gesellige Momente und Experimente in zwischenmenschlichen Beziehungen schafft. Es handelt sich somit um eine partizipative Kunstform, in der die passiven Zuschauer zu aktiven Teilhabern werden. Das Augenmerk liegt daher nicht auf dem fertigen Kunstobjekt (Bilder, Skulpturen oder andere traditionelle Kunstformen), sondern auf dem offenen und interaktiven Werkprozess. Es handelt sich somit um eine prinzipiell objektlose Kunst. Stattdessen werden Prozesse und Konzepte betont, was die relationale Ästhetik mit vorangegangenen Kunstauffassungen seit den 1970er Jahren gemeinsam hat.
In seiner Essaysammlung L’Ésthetique Relationelle (1998) argumentiert Bourriaud für eine Art der Kunst, die den Betrachter durch direkte Teilhabe aktiviert. Als Beispiele dienen ihm Werke von Félix González-Torres und Andrea Zittel oder Rirkrit Tiranvanija, der bei einer Ausstellung im Jahr 1992 in New York thailändische Gerichte servierte und damit eine soziale Situation zum Kunstwerk ernannte. Die relationale Ästhetik wird oftmals mit der partizipativen Kunst wie der sozialen Skulptur von Joseph Beuys in Verbindung gebracht. Es fehlt allerdings die politische Dimension. Bourriaud erklärt mit der relationalen Ästhetik die traditionellen Kunstformen im 20. und 21. Jahrhundert als obsolet. Sie hätten ihre Bedeutung verloren und seien nicht mehr wichtiger Bestandteil und Ausdruck der Beziehung zu Gott, Königen, der natur oder wichtigen Mitgliedern der Gesellschaft. Seit dem 20. Jahrhundert habe die kontinuierliche Reproduktion und unlimitierte Variation der Kunst diese Bedeutung untergraben. Um eine neue Stellung zu erlangen, schaffen die Künstler daher seit den 1990er Jahren Kunstformen, die Bourriaud als relational bezeichnet.
Ein zentraler Begriff der relationalen Ästhetik ist der Zwischenraum. Dieser stellt ein Konzept dar, das ursprünglich bei Karl Marx auftaucht, um Handelsgemeinschaften zu beschreiben, die sich dem im kapitalistischen Wirtschaftskontext vorherrschenden Profitgesetz entziehen. Bei Bourriaud stellt die zeitgenössische Kunstausstellung einen solchen Zwischenraum dar, ein alternativer Raum, in dem die Zuschauer nicht nur Statisten und passive Empfänger der Massenkultur sind. Die Ausstellung bietet stattdessen die Möglichkeit, die sozialen Bindungen in der zeitgenössischen Gesellschaft zu reparieren, die von Medien, Marktkräften und einer daraus resultierenden Entfremdung dominiert wird.

## Schriften
- Postproduction. La Culture comme Scénario: Comment l’art reprogramme le monde contemporain. Les presses du réel, Dijon 2003, ISBN 2-84066-101-2.
  - englisch: Postproduction: Culture as Screenplay: How Art Reprograms the World
- Radikant. Merve Verlag, Berlin 2009, ISBN 978-3-88396-251-1.
- L’Exforme. Art, Idéologie et rejet. Puf, Paris 2017, ISBN 978-2-13-079814-9.
  - deutsch: Uli Nickel (Übers.): Exform, Merve, Leipzig 2020, ISBN 978-3-96273-015-4.
  - englisch: Erik Butler (Übers.): The Exform. Verso, London 2016, ISBN 978-1-78478-380-8.
- Inclusions: Esthétique du Capitalocène. Puf, Paris 2021, ISBN 978-2-13-082926-3.
  - englisch: Denyse Beaulieu (Übers.): Inclusions. Aesthetics of the Capitalocene. Sterberg Press, Berlin 2022, ISBN 978-3-95679-586-2.